# Смертельная битва 2: Истребление
«Смертельная битва 2: Истребление» (англ. Mortal Kombat: Annihilation) — американский фильм производства Лоуренса Касаноффа и его компании Threshold Entertainment. Является продолжением фильма о боевых искусствах «Смертельная битва» и создан по мотивам игр Mortal Kombat 3 и Ultimate Mortal Kombat 3. В качестве режиссёра выступил Джон Р. Леонетти, работавший над первой лентой на должности оператора.

## Сюжет
После поражения в последнем турнире Смертельной Битвы силы зла вероломно вторгаются в Земной Мир. Шао Кан, император Внешнего Мира, нарушив священные правила турнира, решает силой захватить Землю. Он открывает портал между мирами, использовав королеву Синдел как ключ для проникновения. Получился очень интересный предлог для того чтобы телепортироваться на Землю: так как силы зла сделали Синдел своею союзницей, то им было необходимо «только забрать королеву и вернуться во Внешний Мир».
Злой император Шао Кан нелегально открывает портал из Внешнего Мира в Земной мир и заполучает свою королеву, Синдел, которая является давно умершей матерью Китаны. При открытии портала Земля оказывается под угрозой слияния со Внешним Миром. Слияние должно произойти через шесть дней после открытия портала. Слияние собираются предотвратить Лю Кан и его товарищи. Шао Кан хватает Соню Блейд и угрожает её убить, чтобы заставить Рейдена признать его право на Землю. В ответ Рейден угрожает убить генералов Шао Кана. Джонни Кейдж пытается спасти Соню, но Шао Кан хватает его и убивает, приказывает своим солдатам убить воинов земного мира, а сам вместе с генералами исчезает. Рейдену и его друзьям приходится перегруппироваться, он предлагает разделиться: Соня, Лю Кан и Китана пойдут искать союзников, а Рейден пойдёт спрашивать у Старших Богов, почему они позволили Шао Кану нарушить правила Смертельной Битвы.
Китана и Лю Кан разыскивают индейского шамана по имени Ночной Волк, который, как им сказали, знает, как победить Шао Кана. На них нападает киборг Смоук. С помощью Саб-Зиро, младшего брата старшего Саб-Зиро, убитого Лю Каном в соревновании, им удаётся одолеть киборга, а Саб-Зиро объясняет, что киборги (Смоук и Сайракс, о последнем см. ниже) были пойманы и перепрограммированы Шао Каном для поиска землян вместо него, как того желал его клан. Саб-Зиро помогает обоим воинам, создавая ледяной мост через провал, но, прежде чем Китана и Лю Кан пересекают его, появляется Скорпион и нападает на Саб-Зиро. Эта атака является лишь обманом, чтобы Скорпион смог похитить Китану. Зная, что Лю Кан ещё не достаточно силён для поединка с Шао Каном, Саб-Зиро убеждает Лю Кана продолжать поиски Ночного Волка. Тем временем, Соня направляется в свой штаб, где вербует своего старого напарника Джакса, который как раз надел на руки роботизированные протезы для увеличения силы. Прежде чем они успевают уйти, на них нападают киборг Сайракс с несколькими воинами Шао Кана. Соня убивает их и замечает символ, слетающий с плеча Сайракса. Затем у Сайракса включается режим самоуничтожения, Соне и Джаксу с трудом удалось убежать и спастись от взрыва.
Рейден встречается со Старшими Богами и задаёт им три вопроса. Он спрашивает, почему Шао Кану позволили нарушить правила соревнования и силой пробиться в Земной Мир, и как можно его остановить. Но ответы Богов его не устраивают. Бог по имени Шиннок говорит, что воссоединение Китаны со своей матерью Синдел является ключом к поражению Шао Кана, но другой бог утверждает, что следует победить самого Шао Кана в бою. Рейдена затем спрашивают о его чувствах и обязательствах по отношению к смертным, и что бы он согласился сделать для обеспечения их безопасности.
Лю Кан наконец обнаруживает Ночного Волка, который неохотно начинает учить его способностям к превращению в животную ипостась (англ. Animality), которое необходимо для победы над Шао Каном. Но, чтобы достичь должного духовного состояния, Лю Кану необходимо пройти три испытания. Первое испытание — проверка чувства собственного достоинства и сосредоточенности. Второе — искушение, проявленное в виде Джейд, которая пытается соблазнить Лю Кана и заставить его забыть о Китане. Лю Кан противостоит чарам Джейд, что производит на неё впечатление. Она предлагает свою помощь в битве против Шао Кана. Лю Кан принимает её помощь и ведёт её в храм Старших Богов, где он и его друзья встречаются с Рейденом.
Соня и Джакс на пути в храм, но их перехватывает неземное существо и Милина, которую Соня изначально принимает за Китану. Джакс побеждает существо, а Соня убивает Милину после борьбы в грязевой луже. Они видят, что у Милины такая же татуировка дракона, как и у Сайракса. В храме бойцы Земли встречаются с Рейденом, который отказался от бессмертия, чтобы драться рядом с землянами. Вместе они направляются во Внешний Мир для спасения Китаны и её воссоединения с матерью.
С помощью Джейд Лю Кан пробирается в замок Шао Кана и вызволяет Китану, отбивая нападение четвёрки таркатанов, ведомых Баракой, и убивая бывшую охранницу Синдел, шоканку по имени Шива. Рейден, Джакс и Соня обнаруживают Синдел, но это была ловушка. На Рейдена нападают трое воинов-рапторов (похожих на Рептилию из Смертельной Битвы), с которым он расправляется. После того как Рейден одолел троих противников, он обнаруживает труп Синдел, якобы убитой Джейд. Китану наконец воссоединяют с матерью. Синдел притворяясь убитой, смиренно лежит, выжидая момента, получив его, она, разумеется, ещё будучи под контролем Шао Кана, встаёт на ноги во всеоружии, и угрожает воинам землянам и насмехается на Рейденом. Синдел рассказывает планы Шао Кана, и в итоге, телепортируется обратно к Шао Кану. Джейд оказывается предательницей, служащей Шао Кану, более не скрывая свои намерения, пользуется суматохой, вызванной телепортацией Синдел, тоже убегает. Она оказывается шпионкой Шао Кана, но Шао Кан её позже убивает за некомпетентность. Ранения полученные Рейденом в битвах, позволяют, сквозь порванную рубашку, рассмотреть татуировку у него на спине. Оказывается, эта татуировка является семейным гербом, дающим Рейдену и его семье свободный доступ к межпространственным порталам. Татуировки на Сайраксе, Смоуке и Милине были лишь временными, после чего они исчезли, а в случае с Рейденом — эта привилегия не носит временного характера. Он затем шокирует всех новостью, что Шао Кан — его брат, а Старший Бог Шиннок — их отец. Теперь, он также понимает, что Шиннок лгал ему о воссоединении Китаны и Синдел, чтобы они не преследовали Шао Кана. Рейден и остальные воины готовятся к финальной битве с Шао Каном и его генералами.
Лю Кан и друзья открыто вызывают Шао Кана и его союзников на бой, но их прерывает Шиннок, требующий, чтобы Рейден вернулся в семью и отказался от своих земных союзников. Рейден отказывается предать своих друзей-землян и погибает от магии Шао Кана. Появляются двое других Старших Богов, обнаружившие предательство Шиннока. Они объявляют, что судьба Земли будет решаться так, как положено, в Смертельной битве, также как и судьба Шиннока и Шао Кана.
В финальной битве Джакс вступает в бой с кентавром Мотаро, Соня дерётся с ниндзя Эрмаком, Китана бьётся с Синдел, а Лю Кан вступает в поединок с самим Шао Каном. Бой начинает идти плохо для землян: Шао Кан и Синдел оказываются гораздо сильнее Лю Кана и Китаны, Мотаро отрывает один из протезов Джакса, а Эрмак вызывает на помощь против Сони своё теневое Альтер эго. Далее, каждый из персонажей борется со своими слабостями: внезапно Джакс выбрасывает и второй свой протез, и обнаруживает внутри себя уверенность и силы для победы над Мотаро; Соня впервые в жизни просит помощи, и Джакс рад ей помочь. Джакс вырубает Мотаро, Соня ломает шею Эрмаку. Китане удаётся обманом обезвредить Синдел. Лю Кану удаётся выполнить Animality (он становится драконом), но ему едва удаётся противостоять Animality Шао Кана, который превращается в гидру. Шао Кан начинает смеяться и дразнить Лю Кана, делая его ещё злее, и позволяя Лю Кану открыть второе дыхание. Лю Кан побеждает Императора Внешнего Мира раз и навсегда, а Шиннока изгоняют в Преисподнюю Старшие Боги.
Земля возвращается к состоянию до начала вторжения, а контроль Шао Кана над Синдел наконец-то прекращается, позволяя матери и дочери воссоединиться. Рейдена воскрешают Старшие Боги, предлагая ему пост его отца в рядах Старших Богов. Прежде чем уйти с Богами, Рейден напутствует друзей, что они теперь являются одной семьёй и должны во всём друг друга поддерживать.

## В ролях
| Актёр               | Роль                                            |
| ------------------- | ----------------------------------------------- |
| Робин Шу            | Лю Кан                                          |
| Талиса Сото         | принцесса Китана                                |
| Сандра Хесс         | Соня Блейд                                      |
| Линн Уильямс        | Джакс                                           |
| Джеймс Ремар        | лорд Райдэн                                     |
| Кейт Кук-Хирабаяши  | Саб-Зиро                                        |
| Дж. Дж. Перри       | Скорпион (озвучил Эд Бун), Сайракс / Нуб Сайбот |
| Брайан Томпсон      | Шао Кан                                         |
| Крис Конрад         | Джонни Кейдж                                    |
| Дерон Макби         | Мотаро                                          |
| Дана Хи             | Милина                                          |
| Рейнер Шоун         | лорд Шиннок                                     |
| Мусетта Вандер      | королева Синдел                                 |
| Марджин Холден      | Шива                                            |
| Ирина Пантаева      | Джейд                                           |
| Гэри Пол Дэвис      | Ночной Волк                                     |
| Джон Медлен         | Эрмак                                           |
| Тайроун Уиггинс     | Рейн                                            |
| Дэннис Кейффер      | Барака                                          |
| Ридли Цуй           | Смоук                                           |
| Ланс ЛеГолт         | Верховный бог огня                              |
| Кэролин Симор       | Верховная богиня воды                           |
| Марк Касо           | Рептилия № 1                                    |
| Султан Уддин        | Рептилия № 2                                    |
| Кэри-Хироюки Тагава | Шан Цзун хроника из первого фильма              |
| Стивен Хо           | Чань Кан хроника из первого фильма              |

## Кастинг
Только три актёра из оригинального фильма «Смертельная битва» вернулись в продолжении: Робин Шу, Талиса Сото и Кейт Кук.
По словам Марджин Холден, в игру до проб в данный фильм она не играла. После утверждения на роль Шивы она немного поиграла в игру, чтобы посмотреть движения своего персонажа (требовалось для воспроизведения их в фильме). По её признанию, это был единственный её игровой опыт во вселенной MK.

## Съёмки
По словам Марджин Холден, съёмки в общей сложности длились около четырёх месяцев. Вначале съёмки проходили в Лондоне, затем в Иордании и Омане, а затем около двух месяцев — в Таиланде. Как она отметила в одном из интервью, погода в Таиланде стояла крайне жаркая. На съёмочной площадке постоянно дежурил медик, следивший, чтобы актёры потребляли достаточно жидкости.
Каждый съёмочный день у Холден длился около 12 часов непосредственно, плюс час, необходимый для снятия грима. Одним из самых запоминающихся моментов в съёмках была съёмная вторая пара искусственных рук, которая была весьма тяжёлой и неудобной, но взамен актриса развлекалась подкрадыванием сзади к ничего не подозревавшему человеку и хватанием его четырьмя руками сзади. Ещё одним негативным моментом была крайне жаркая погода в Таиланде. Как заявила Холден, самой тяжёлой сценой для неё оказалась съёмка сцены около большого символа MK в палатах Шао Кана. В сценарии планировался бой между Шивой, Рейденом и Лю Каном, но низкий уровень спецэффектов на тот момент не позволил изобразить этот бой качественно с использованием всех четырёх рук Шивы, поэтому все наработки по данной сцене в фильм не вошли. Что касается боя между Шивой и Мотаро, то актриса опровергла существование подобных планов.

## Критика
В отличие от первой части, которая вызвала споры, но завоевала определённый круг поклонников, второй фильм подвергся тотальному разгрому критиками. По данным Rotten Tomatoes, только одна рецензия на него из 40 была более-менее положительной, а средний рейтинг составил 2,3/10, по данным Metacritic, его рейтинг составил 11/100 — один из самых низких в истории.
«Смертельная битва 2: Истребление» включён во многие антирейтинги худших фильмов. Сцену, в которой Синдел произносит «К сожалению, ты… умрёшь», часто упоминают как один из худших диалогов в кино.

## Саундтреки
- «Тема Mortal Kombat» (Encounter The Ultimate) исполнила группа The Immortals
- «Fire» — группа Scooter
- «Megalomaniac» — группа KMFDM
- «Almost Honest» (Danny Saber микс) — группа Megadeth
- «Genius» — Pitchshifter
- «Engel» — группа Rammstein
- «Panik Kontrol» — Psykosonik
- «Conga Fury» — Juno Reactor
- «Anomaly» (Calling Your Name) — Libra Presents Taylor
- «Ready Or Not» (Ben Grosse Kombat микс) — Manbreak
- «Back On A Mission» — Cirrus
- «I Won’t Lie Down» (Kombat микс) — Face To Face
- «Brutality» — Urban Voodoo
- «Leave U Far Behind» (V.2. Instrumental микс) — Lunatic Calm
- «We Have Explosive» (Radio Edit) — The Future Sound of London
- «Two Telephone Calls And An Air Raid» — Shaun Imrei
- «Death Is The Only Way Out» — Joseph Bishara
- «X. Squad» — Джордж С. Клинтон
- «Тема Mortal Kombat (Chicken Dust микс)» — Kasz & Beal[11]